# Die List der Frauen
Die List der Frauen ist ein Märchen aus Tausendundeine Nacht. In der Arabian Nights Encyclopedia wird es als ANE 340 gelistet (→ Tausendundeine Nacht – Liste der Geschichten).

## Handlung
Ein Kaufmann hängte einst eine Tafel über die Tür seines Ladens, auf der geschrieben stand „Die List der Männer siegt über die List der Frauen“. Da kam eines Tages eine Frau vorbei, die weinte, sodass der Kaufmann sie darüber befragte und diese ihm ihre Augen, ihre Arme, ihre Waden sowie ihr Haar zeigte und wissen wollte, ob damit etwas nicht stimme. Der entzückte Kaufmann antwortete, dass er noch keine Schönere als sie gesehen hat, woraufhin sie ihm erzählte, dass sie die Tochter des Kadis sei, der stets allen, die um sie bitten, erwidert, dass sie kahlköpfig, an den Händen verkrüppelt, lahm und einäugig sei. Sodann beschloss der Kaufmann den Kadi aufzusuchen, um um die Hand von dessen Tochter anzuhalten. Er schlug alle Warnungen über deren Beschaffenheit beiseite, sodass ein Ehevertrag aufgesetzt wurde und am Abend dann erhielt er eine Kiste, in der seine Braut saß, mit all jenen Fehlern.
Betrübt in seinem Laden sitzend, begegnete dem Kaufmann wieder die schöne Jungfrau, die ihm auf die Frage hin, warum sie ihn denn ins Unglück gestürzt habe, erwiderte, dass er selbst die Schuld daran trage, hatte er doch jene Tafel über die Tür seines Ladens gehängt. Sie bot ihm an, ihm zu helfen, wenn er denn die Inschrift ändere und in goldener Farbe „Die List der Frauen siegt über die List der Männer“ auf die Tafel schreibe, was der Kaufmann sogleich tat. Am nächsten Morgen riet die darüber Hocherfreute ihm dann zu den Zigeunern zu gehen, die ihn, für eine kleine Gegenleistung, beim Kadi aufsuchen sollten, um dort zu singen und zu musizieren sowie ihm, ihrem Vetter, Glück zu wünschen und kaum umgesetzt, bestand der Kadi, ob der vermeintlichen Abstammung seines Schwiegersohns, auf eine Scheidung.
Tags darauf begegneten sich die beiden erneut im Laden und der Kaufmann gab zu, dass die List der Frauen über die List der Männer siegt, also schickte sie ihn zu ihrem wahren Vater, sodass er um ihre Hand bitten und Hochzeit gehalten werden konnte.

## Hintergrund
Diese Version des Märchens stammt aus Enno Littmanns Arabische Märchen (Leipzig 1968) und trägt dort den Titel Die Geschichte von der Weiberlist, die über die Männerlist siegte. Laut Littmann ist die Geschichte „im Orient außerordentlich beliebt“ und „verschiedene Male mit leichten Abweichungen überliefert worden“. Verweisen tat er auf seine Übersetzung von Tausendundeine Nacht (Leipzig 1966, III, S. 492 ff.); Leonhard Bauers Das palästinensische Arabisch (Leipzig 1910, S. 171 ff.), Kratschkovskijs Comptes-Rendus de l’Académie des Sciences de l’URSS (1926, S. 24 ff.), Bassets Mille et un contes, récits et légendes arabes (II, S. 84 ff.) sowie Hans Schmidts und Paul Kahles Volkserzählungen aus Palästina (II, Göttingen 1930, S. 191 ff.).
Eine libanesische Version aus Karam Bustānīs Ḥikāyāt lubnānīya (Beirut 1966, S. 214–218), die von Ursula und Yussuf Assaf übersetzt sowie in deren Werk Die Märchen der Weltliteratur – Märchen aus dem Libanon (Düsseldorf / Köln 1978) veröffentlicht wurde, erhielt im Deutschen den Titel Die List der Frauen hat die List der Männer besiegt. In dieser schreibt der Kaufmann den Spruch aus List über den Laden, wodurch er die Frauen anlocken, mit ihnen diskutieren und sie nebenbei zum Kaufen bewegen will, auch soll dieser dem Kadi erzählen, dass er, als Zigeuner, die Tochter des Kadis nur heiraten wollte, um dessen Schwiegersohn zu werden. Sie verweisen auf N. Elisséeffs Thèmes et Motifs des Mille et une Nuits (Beirut 1949, Nr. 317) und den Typ 228 in Wolfram Eberhards und Pertev Naili Boratavs Typen türkischer Volksmärchen (Wiesbaden 1953). Zudem wird auf Sarah Powell Jamalis Folktales from the City of the Golden Domes (Beirut 1965, S. 61–64) sowie Wilhelm Heins und David Heinrich Müllers Mehri- und Hadrami-Texte (Wien 1909, S. 134–136) verwiesen.
Christoph Willibald Glucks komische Oper Der betrogene Kadi ist eine europäische Dramatisierung der Geschichte.